# Frantz Yvelin
Frantz Yvelin, né le 29 mars 1976 à Lagny-sur-Marne, est un entrepreneur français, chef d’entreprise, également pilote de ligne professionnel. 
Après avoir créé deux compagnies aériennes (L’Avion en 2006 et La Compagnie Boutique Airlines en 2013), il a notamment été le Président d’Aigle Azur, alors seconde compagnie aérienne française, de 2017 à 2019.
Il est actuellement[Quand ?] Directeur Général de Vallair Industrie et Président-directeur général de FTL Airlines (appartenant à FTL GROUP et VALLAIR INDUSTRIE), compagnie aérienne française cargo, qui a obtenu son CTA depuis juillet 2023.

## Formation
Pilote professionnel depuis l'âge de 21 ans, Frantz Yvelin est qualifié sur Airbus A320, Boeing B737, Boeing 757/767, Cessna Citation et McDonnell Douglas MD-80,.

## Carrière
Frantz Yvelin a commencé sa carrière comme consultant en informatique (notamment pour GFI Informatique, CS Communication & Systèmes).
Auprès de Peter Luethi (ex-DG de Swissair et de Jet Airways), également à ses côtés cofondateur de La Compagnie Boutique Airline, il a eu une activité de conseil de 2010 à 2013. Il a aussi enseigné en économie du transport aérien à l'École nationale de l'aviation civile (module du Mastère spécialisé) de 2008 à 2012.

## Avion

Ancien logotype de La compagnie L'Avion.

En 2006, il fonde puis codirige aux côtés de Marc Rochet, L'Avion la première compagnie aérienne européenne entièrement configurée en classe affaires.
L'Avion est vendu à British Airways en 2009, pour devenir Open Skies (laquelle deviendra par la suite Level France). Après la cession, Frantz Yvelin est resté pendant une année, responsable de la stratégie et du développement d'Open Skies.

## La Compagnie Boutique Airline

Prenier logotype de La Compagnie Boutique Airlines en 2014.

En 2013, Frantz Yvelin crée La Compagnie, une autre compagnie aérienne qui ne propose que de la classe affaires. Frantz Yvelin créé en parallèle une société holding française appelée Dreamjet Participations, qu'il dirige en tant que Président jusqu’en décembre 2016. 

## XL Airways France

Ancien logotype de La compagnie française XL Airways.

Dreamjet Participations acquiert 100% de la compagnie aérienne française de loisirs XL Airways France à la toute fin de l’année 2016.
En janvier 2017, en désaccord avec ses actionnaires au sujet du rachat de XL Airways France (Frantz Yvelin préconisait l’augmentation rapide de la flotte de La Compagnie à quatre A321 neo LR en lieu et place de l’acquisition de XL Airways France….), il décide de quitter la direction de La Compagnie et de Dreamjet Participations pour se consacrer à d’autres projets.
Parallèlement, il contribue au développement d'une compagnie de convoyage et d'essais en vol d'avions de ligne basée aux États-Unis (Jet Test & Transport), avec laquelle il collabore ensuite, en marge de ses autres activités, depuis 2017.

## Aigle Azur

Ancien et dernier logotype de la compagnie Aigle Azur.

Le 21 août 2017, Frantz Yvelin est nommé Président d’Aigle Azur  (alors seconde compagnie aérienne française) par la totalité de ses actionnaires et avec le soutien de David Neeleman (qui lui, en deviendra actionnaire en octobre 2017).
A la demande de ses actionnaires, il lance cette même année les lignes long-courriers Paris- Bamako, Paris-Pékin et Paris- Sao Paulo. Cette dernière rencontre un succès commercial immédiat.
Trois lignes moyen-courriers sont ouvertes vers la Russie et le Liban en 2017, puis l’Ukraine en 2019. Ces vols effectués la nuit, participent à rééquilibrer les finances et la productivité de la compagnie.
A la fin du mois de novembre 2018, Frantz Yvelin estime qu’Aigle Azur peut survivre sans un soutien de ses actionnaires. En avril 2019, il fait face au refus de ces derniers de refinancer la compagnie.
En juillet 2019, Frantz Yvelin et le management d’Aigle Azur identifient et concluent une solution globale pour assurer la pérennité d’Aigle Azur et préserver environ 95% de ses emplois : en vendant à la compagnie low-cost Vueling une partie de ses activités court/moyen-courrier depuis sa base d’Orly.
Le jour du Comité d’entreprise devant valider cette vente, le 26 août 2019, l’actionnaire minoritaire d’Aigle Azur, Gérard Houa se rend au siège de l’entreprise accompagné de gardes du corps pour en prendre illégalement le contrôle. Il est aussitôt désavoué par les autres actionnaires (David Neeleman et le Groupe HNA). Frantz Yvelin, en qualité de Président prend alors la décision de solliciter la nomination d’un administrateur provisoire auprès du tribunal de commerce. Gérard Houa et ses complices ne seront délogés que trois jours plus tard par la police et Frantz Yvelin réintègre son poste de Président accompagné de l’administrateur provisoire désigné par le tribunal.
En accord entre Frantz Yvelin et l’Administrateur Provisoire, Aigle Azur dépose son bilan le 2 septembre 2019. La société se retrouve sous la protection du tribunal. La quasi-totalité des vols de la saison estivale ayant été effectuée, Frantz Yvelin décide de démissionner de ses fonctions le 4 septembre 2019 (tout en restant à la disposition de la procédure jusqu’au 15 septembre 2019). Il sera décidé ensuite, le 7 septembre 2019 de suspendre les vols d’Aigle Azur pour des "impératifs de sécurité".
A la fin de l'année 2019, Frantz Yvelin introduit une action judiciaire contre Gérard Houa et lui réclame plusieurs centaines de milliers d’euros de dommages et intérêts pour atteinte à son image. Par ailleurs, Aigle Azur a de son côté porté plainte au pénal contre M. Houa dès la fin août 2019, pour faux et usage de faux.
Le 2 mars 2021, le Tribunal judiciaire de Paris condamne Gérard Houa, sa société luxembourgeoise Lu Azur SA, ainsi que  Philippe Bohn, instigateurs du putsch d’Aigle Azur fomenté le 26 août 2019, et rétablit dans son honneur Frantz Yvelin, reconnaissant dans cette affaire « le préjudice certain » qu’il a subi. Le tribunal caractérise la faute commise par Messieurs Houa et Bohn, d’avoir alors écarté illicitement Frantz Yvelin de ses fonctions de Président.

## FTL Airlines

Logotype de la compagnie aérienne de fret française FTL Airlines.

Il est actuellement Directeur Général de Vallair Industrie et Président-directeur général de FTL Airlines (appartenant à FTL GROUP et VALLAIR INDUSTRIE), compagnie aérienne française cargo, qui a obtenu son CTA depuis juillet 2023.[réf. nécessaire]